# Monte-Cristo vender tilbage
Monte-Cristo vender tilbage (Sous le signe de Monte Cristo) er en fransk film fra 1968 af André Hunebelle.

## Handling
Den 27. Juli 1947 skrev pressen om en eventyrlik flugt. En fange flyktede, da han skulle begraves. Det var lykkedes Edmond Dantès at tage plads i en anden fanges kiste. Vet en mirakel naede Dantes og hans medfange Bertuccio kysten. I Frankrig troede man, at de var onkommet. Det var en stor lettelse for de tre partisaner som havde bragt Dantès i faengsel.   

## Medvirkende
- Paul Barge: Edmond Dantès/Christian Montez
- Claude Jade: Linda
- Anny Duperey: Maria/Françoise
- Pierre Brasseur: Faria
- Paul Le Person: Bertuccio
- Michel Auclair: Gérard de Villefort
- Raymond Pellegrin: Fernand Morcerf
- Jean Saudray: Carderousse
- Gabriel Gascon: Louis